# Liste der Monuments historiques in Pocancy
Die Liste der Monuments historiques in Pocancy führt die Monuments historiques in der französischen Gemeinde Pocancy auf.

## Liste der Objekte
| Bezeichnung                           | Beschreibung                                                                 | Standort                        | Kennzeichnung | Schutzstatus | Datum | Bild |
| ------------------------------------- | ---------------------------------------------------------------------------- | ------------------------------- | ------------- | ------------ | ----- | ---- |
| Grabstein für Gabrielle de Boubers    | Stein, 17. Jahrhundert                                                       | in der Kirche St-Louvent (Lage) | PM51000642    | Classé       | 1908  |      |
| Gemälde Darstellung Mariens im Tempel | Ölfarbe auf Leinwand, 18. Jahrhundert                                        | in der Kirche St-Louvent (Lage) | PM51003369    | Inscrit      | 1995  |      |
| Sebastiansaltar                       | linker Seitenaltar; Altartisch, Retabel und Skulptur; Stein, 17. Jahrhundert | in der Kirche St-Louvent (Lage) | PM51000643    | Classé       | 1911  |      |
| Skulptur Madonna mit Kind             | Holz, 14. Jahrhundert                                                        | in der Kirche St-Louvent (Lage) | PM51003367    | Inscrit      | 1995  |      |
| Kruzifix                              | Holz, 17. Jahrhundert                                                        | in der Kirche St-Louvent (Lage) | PM51003368    | Inscrit      | 1995  |      |
| Taufaltar                             | Altartisch, Tabernakel und Retabel; Holz, 18. Jahrhundert                    | in der Kirche St-Louvent (Lage) | PM51003370    | Inscrit      | 1995  |      |